# El recuento de los daños (película)
El recuento de los daños es una película argentina dirigida por Inés de Oliveira Cézar que se estrenó el 1 de julio de 2010 y que tuvo como protagonistas a Eva Bianco, Marcelo D’Andrea, Santiago Gobernori y Agustina Muñoz.

## Sinopsis
Una obra inspirada en la tragedia de Edipo. En la Argentina actual un hombre joven que vuelve a su tierra natal, mata en la encrucijada de una autopista a una persona de la cual en ese momento no sabe que es su propio padre. Al llegar a su destino siente atracción por una mujer mayor que él, la dueña de una fábrica, provocando una crisis de la que apenas se adivinan sus terribles consecuencias. Descubrirá además que es un hijo robado durante la dictadura militar.

## Crítica
El crítico Luciano Monteagudo opinó que “En su obra más madura, la directora acude a una tragedia universal –la historia de Edipo–, situándola en su variante más propiamente argentina. Un film que habla de los desaparecidos y de la invisibilidad con la que se intenta obturar aquello que se empeña en salir a la luz”. El crítico calificó de magnífico el trabajo de la actriz cordobesa Eva Bianco, en su papel de dueña de la fábrica y señaló que, como en las anteriores películas de esta directora, este filme también es sobre la conciencia del dolor, sobre el luto, sobre las ceremonias de la muerte.
Por su parte el crítico Claudio D. Minghetti del periódico La Nación consideró al filme como una “pretenciosa, confusa y fallida variante del mito de Edipo” a gregando que “con temas que recuerdan a otro cine independiente local, pero sin demasiada fortuna, todo se hace moroso a más no poder, con situaciones muy traídas de los pelos. El guion hace agua hasta convertirse en lo que es: abrumador y angustiante, pero sin demasiada coherencia… Eva Bianco y Santiago Gobernori, protagonistas de este producto sesgado por lo pretencioso, fatalmente aburrido y peor aún, confuso, resuelven situaciones complejas con convicción, esfuerzo insuficiente para dar sentido y justificación a la propuesta.”
Diego Lerer en el comentario publicado en el diario Clarín afirma que se trata de una película curiosa, descriptiva, oscura y extrañamente bella, pero algo sentenciosa en los textos. Una trama forzada 
Con la que la directora no apuesta al realismo ni al cine de denuncia política y logra subyugar desde la puesta en escena. Es un filme de imágenes ominosas, sonidos disruptivos, extrañas músicas humanas. Un oscuro retrato de sobrevivientes.
En la nota crítica de María A. Melchiori para Cine y Medios, señala las desprolijidades que advierte en el filme: una cámara fija e incómoda en la secuencia inicial, largos planos desenfocados, diálogos en apariencia claves para la trama que no se entienden por el mal sonido directo. 
Reconoce los buenos precedentes hechos por la directora pero encuentra a la película decepcionante y pretensiosa, con una trama forzada, planos fijos de situaciones estáticas donde no se luce nada y un leitmotiv al piano cansino, trillado e irritante como única música de acompañamiento a las acciones. Toma la frase que dice una de las protagonistas (“No hay nada que decir” y la considera una definición de lo que es el filme. Hay más, según la comentarista: un guion tan endeble y carente de interés que vuelve inconexos los segmentos en que se divide el metraje y a sus personajes, insulsos, situaciones sin verosimilitud, actores sin desenvoltura y, en fin, un compendio de obviedades encadenadas que no justifica el valor de una entrada.

## Reparto
- Eva Bianco ... La mujer
- Santiago Gobernori ... El joven
- Marcelo D'Andrea ... El hermano
- Agustina Muñoz ... La hija mayor